# Marans (Maine-et-Loire)
Marans korábbi község Franciaország Loire mente régiójában, Maine-et-Loire megyében. 2016. december 15-én tizennégy másik korábbi községgel egyesült és Segré-en-Anjou Bleu új község része lett.
Lakosainak száma 585 fő (2018. január 1.). Marans La Chapelle-sur-Oudon, Chazé-sur-Argos, Gené, Sainte-Gemmes-d’Andigné és Erdre-en-Anjou községekkel határos.

## Népesség
A település népességének változása:
| Lakosok száma | 326  | 333  | 366  | 409  | 428  | 548  | 562  | 579  | 576  | 585  |
|               | 1968 | 1975 | 1982 | 1990 | 1999 | 2011 | 2013 | 2015 | 2017 | 2018 |